# Leroy Sané
Leroy Aziz Sané (Essen, 11 de janeiro de 1996) é um futebolista alemão de ascendência senegalesa que atua como ponta ou meia. Atualmente joga pelo Galatasaray. 
É filho do ex-jogador senegalense Souleyman Sané, que atuou no futebol alemão nos anos 90.

## Clubes

### Schalke 04
No dia 21 de março de 2014, Sané assinou um contrato profissional de três anos com o Schalke 04, válido até 30 de junho de 2017. Sané fez sua estreia profissional pelo clube em 20 de abril de 2014, substituindo Max Meyer aos 77 minutos numa derrota por 3–1 contra o Stuttgart, em partida válida pela Bundesliga.

### Manchester City
No dia 2 de agosto de 2016, o Manchester City anunciou a contratação do meia Leroy Sané. Os Citizens desembolsaram 43 milhões de euros (cerca de R$ 157 milhões) por um contrato de cinco anos com o alemão.
No dia 20 de fevereiro de 2019, marcou um golaço de falta na vitória do Manchester City por 3 a 2 sobre o Schalke 04, na Veltins-Arena, pelas oitavas de final da UEFA Champions League.

### Bayern de Munique
No dia 3 de Julho de 2020, o Bayern de Munique anunciou a contratação de Leroy Sané. O atacante chega como reforço por cerca de 54,8 milhões de euros (cerca de de R$ 334 milhões). Sané assinou com o clube bávaro um contrato válido por cinco anos.

### Galatasaray
Em 12 de junho de 2025, o Galatasaray anunciou a contratação de Sané, com direito a divulgação oficial dos valores e bônus, que envolvem 12 milhões de euros (cerca de R$ 75,6 milhões). O novo contrato começa a valer no dia 1 de julho, com salário de 9 milhões de euros por temporada (R$ 56,7 milhões) mais 3 milhões de euros líquido como "bônus de fidelidade".

## Seleção Alemã
Estreou pela Seleção Alemã principal no dia 13 de novembro de 2015, em um amistoso contra a França, no momento em que ocorriam ataques terroristas nos arredores do estádio.
Disputou a Eurocopa de 2016.

## Estatísticas
Atualizado até 27 de maio de 2023.

### Clubes
| Equipe            | Temporada         | Campeonato nacional | Campeonato nacional | Campeonato nacional | Copas nacionais[a] | Copas nacionais[a] | Copas nacionais[a] | Competições continentais[b] | Competições continentais[b] | Competições continentais[b] | Outros torneios[c] | Outros torneios[c] | Outros torneios[c] | Total | Total | Total   |
| Equipe            | Temporada         | Jogos               | Gols                | Assist.             | Jogos              | Gols               | Assist.            | Jogos                       | Gols                        | Assist.                     | Jogos              | Gols               | Assist.            | Jogos | Gols  | Assist. |
| ----------------- | ----------------- | ------------------- | ------------------- | ------------------- | ------------------ | ------------------ | ------------------ | --------------------------- | --------------------------- | --------------------------- | ------------------ | ------------------ | ------------------ | ----- | ----- | ------- |
| Schalke 04        | 2013–14           | 1                   | 0                   | 0                   | —                  | —                  | —                  | —                           | —                           | —                           | —                  | —                  | —                  | 1     | 0     | 0       |
| Schalke 04        | 2014–15           | 13                  | 3                   | 0                   | —                  | —                  | —                  | 1                           | 1                           | 0                           | —                  | —                  | —                  | 14    | 4     | 0       |
| Schalke 04        | 2015–16           | 33                  | 8                   | 6                   | 2                  | 0                  | 1                  | 7                           | 1                           | 0                           | —                  | —                  | —                  | 42    | 9     | 7       |
| Schalke 04        | Total             | 47                  | 11                  | 6                   | 2                  | 0                  | 1                  | 8                           | 2                           | 0                           | —                  | —                  | —                  | 57    | 13    | 7       |
| Manchester City   | 2016–17           | 26                  | 5                   | 5                   | 7                  | 2                  | 1                  | 4                           | 2                           | 2                           | —                  | —                  | —                  | 37    | 9     | 8       |
| Manchester City   | 2017–18           | 32                  | 10                  | 15                  | 8                  | 4                  | 2                  | 9                           | 0                           | 2                           | —                  | —                  | —                  | 49    | 14    | 19      |
| Manchester City   | 2018–19           | 31                  | 10                  | 11                  | 7                  | 2                  | 2                  | 8                           | 4                           | 4                           | 1                  | 0                  | 0                  | 47    | 16    | 17      |
| Manchester City   | 2019–20           | 1                   | 0                   | 0                   | 0                  | 0                  | 0                  | 0                           | 0                           | 0                           | 1                  | 0                  | 0                  | 2     | 0     | 0       |
| Manchester City   | Total             | 90                  | 25                  | 31                  | 22                 | 8                  | 5                  | 21                          | 6                           | 8                           | 2                  | 0                  | 0                  | 135   | 39    | 44      |
| Bayern de Munique | 2020–21           | 32                  | 6                   | 9                   | 1                  | 1                  | 0                  | 8                           | 3                           | 1                           | 3                  | 0                  | 1                  | 44    | 10    | 11      |
| Bayern de Munique | 2021–22           | 32                  | 7                   | 7                   | 2                  | 1                  | 1                  | 10                          | 6                           | 6                           | 1                  | 0                  | 0                  | 45    | 14    | 14      |
| Bayern de Munique | 2022–23           | 32                  | 8                   | 7                   | 3                  | 1                  | 1                  | 8                           | 4                           | 1                           | 1                  | 1                  | 0                  | 44    | 14    | 9       |
| Bayern de Munique | Total             | 96                  | 21                  | 23                  | 6                  | 3                  | 2                  | 26                          | 13                          | 8                           | 5                  | 1                  | 1                  | 133   | 38    | 34      |
| Total na carreira | Total na carreira | 239                 | 57                  | 60                  | 30                 | 11                 | 8                  | 55                          | 21                          | 16                          | 7                  | 1                  | 1                  | 325   | 90    | 85      |

- a. ^ Jogos da Copa da Alemanha, Copa da Inglaterra e Copa da Liga Inglesa
- b. ^ Jogos da Liga dos Campeões e Liga Europa da UEFA
- c. ^ Jogos do Supercopa da Alemanha, Supercopa da Inglaterra e Supercopa da UEFA

### Seleção Alemã
Seleção Principal
| Ano   |       |      |         |
| Ano   | Jogos | Gols | Assist. |
| ----- | ----- | ---- | ------- |
| 2015  | 1     | 0    | 0       |
| 2016  | 3     | 0    | 0       |
| 2017  | 5     | 0    | 1       |
| 2018  | 8     | 2    | 0       |
| 2019  | 4     | 3    | 1       |
| 2020  | 4     | 1    | 0       |
| 2021  | 15    | 5    | 2       |
| 2022  | 10    | 0    | 1       |
| 2023  | 3     | 0    | 0       |
| Total | 53    | 11   | 5       |

Seleção Principal
|     | Data                   | Local                                  | Resultado | Adversário         | Gol(s) | Assist. | Competição                        |
| --- | ---------------------- | -------------------------------------- | --------- | ------------------ | ------ | ------- | --------------------------------- |
| 1.  | 13 de novembro de 2015 | Stade de France, Saint-Denis           | 0–2       | França             | 0      | 0       | Amistoso                          |
| 2.  | 29 de maio de 2016     | SGL Arena, Augsburgo                   | 1–3       | Eslováquia         | 0      | 0       | Amistoso                          |
| 3.  | 4 de junho de 2016     | Veltins-Arena, Gelsenkirchen           | 2–0       | Hungria            | 0      | 0       | Amistoso                          |
| 4.  | 7 de julho de 2016     | Stade Vélodrome, Marselha              | 0–2       | França             | 0      | 0       | Eurocopa 2016                     |
| 5.  | 22 de março de 2017    | Signal Iduna Park, Dortmund            | 1–0       | Inglaterra         | 0      | 0       | Amistoso                          |
| 6.  | 26 de março de 2017    | Estádio Tofiq Bahramov, Baku           | 4–1       | Azerbaijão         | 0      | 0       | Elim. Copa do Mundo 2018          |
| 7.  | 5 de outubro de 2017   | Windsor Park, Belfast                  | 3–1       | Irlanda do Norte   | 0      | 0       | Elim. Copa do Mundo 2018          |
| 8.  | 8 de outubro de 2017   | Fritz-Walter-Stadion, Kaiserslautern   | 5–1       | Azerbaijão         | 0      | 1       | Elim. Copa do Mundo 2018          |
| 9.  | 10 de novembro de 2017 | Estádio de Wembley, Londres            | 0–0       | Inglaterra         | 0      | 0       | Amistoso                          |
| 10. | 23 de março de 2018    | Merkur Spiel-Arena, Düsseldorf         | 1–1       | Espanha            | 0      | 0       | Amistoso                          |
| 11. | 27 de março de 2018    | Estádio Olímpico de Berlim, Berlin     | 0–1       | Brasil             | 0      | 0       | Amistoso                          |
| 12. | 2 de junho de 2018     | Wörthersee Stadion, Klagenfurt         | 1–2       | Áustria            | 0      | 0       | Amistoso                          |
| 13. | 6 de setembro de 2018  | Allianz Arena, Munique                 | 0–0       | França             | 0      | 0       | Liga das Nações da UEFA A         |
| 14. | 13 de outubro de 2018  | Johan Cruijff Arena, Amsterdam         | 0–3       | Países Baixos      | 0      | 0       | Liga das Nações da UEFA A         |
| 15. | 16 de outubro de 2018  | Stade de France, Saint-Denis           | 1–2       | França             | 0      | 0       | Liga das Nações da UEFA A         |
| 16. | 27 de março de 2018    | Red Bull Arena, Leipzig                | 3–0       | Rússia             | 1      | 0       | Amistoso                          |
| 17. | 19 de novembro de 2018 | Veltins-Arena, Gelsenkirchen           | 2–2       | Países Baixos      | 1      | 0       | Liga das Nações da UEFA A         |
| 18. | 20 de março de 2019    | Volkswagen Arena, Wolfsburg            | 1–1       | Sérvia             | 0      | 0       | Amistoso                          |
| 19. | 24 de março de 2019    | Johan Cruijff Arena, Amsterdam         | 3–2       | Países Baixos      | 1      | 0       | Elim. Eurocopa 2020               |
| 20. | 8 de junho de 2019     | Arena Borisov, Borisov                 | 2–0       | Bielorrússia       | 1      | 0       | Elim. Eurocopa 2020               |
| 21. | 11 de junho de 2019    | Opel Arena, Mainz                      | 8–0       | Estónia            | 1      | 1       | Elim. Eurocopa 2020               |
| 22. | 3 de setembro de 2020  | Mercedes-Benz Arena, Estugarda         | 1–1       | Espanha            | 0      | 0       | Liga das Nações da UEFA A         |
| 23. | 6 de setembro de 2020  | St. Jakob-Park, Basileia               | 1–1       | Suíça              | 0      | 0       | Liga das Nações da UEFA A 2020–21 |
| 24. | 14 de novembro de 2020 | Red Bull Arena, Leipzig                | 3–1       | Ucrânia            | 1      | 0       | Liga das Nações da UEFA A 2020–21 |
| 25. | 17 de novembro de 2020 | Estádio de La Cartuja, Sevilha         | 0–6       | Espanha            | 0      | 0       | Liga das Nações da UEFA A 2020–21 |
| 26. | 25 de março de 2021    | Schauinsland-Reisen-Arena, Duisburgo   | 3–0       | Islândia           | 0      | 1       | Elim. Copa do Mundo 2022          |
| 27. | 28 de março de 2021    | Arena Națională, Bucareste             | 1–0       | Romênia            | 0      | 0       | Elim. Copa do Mundo 2022          |
| 28. | 31 de março de 2021    | Schauinsland-Reisen-Arena, Duisburgo   | 1–2       | Macedônia do Norte | 0      | 0       | Elim. Copa do Mundo 2022          |
| 29. | 2 de junho de 2021     | Tivoli Stadion, Innsbruck              | 1–1       | Dinamarca          | 0      | 0       | Amistoso                          |
| 30. | 7 de junho de 2021     | Tivoli Stadion, Innsbruck              | 7–1       | Letónia            | 1      | 0       | Amistoso                          |
| 31. | 15 de junho de 2021    | Allianz Arena, Munique                 | 0–1       | França             | 0      | 0       | Eurocopa 2020                     |
| 32. | 19 de junho de 2021    | Allianz Arena, Munique                 | 4–2       | Portugal           | 0      | 0       | Eurocopa 2020                     |
| 33. | 23 de junho de 2021    | Allianz Arena, Munique                 | 2–2       | Hungria            | 0      | 0       | Eurocopa 2020                     |
| 34. | 29 de junho de 2021    | Estádio de Wembley, Londres            | 0–2       | Inglaterra         | 0      | 0       | Eurocopa 2020                     |
| 35. | 2 de setembro de 2021  | AFG Arena, São Galo                    | 2–0       | Liechtenstein      | 1      | 0       | Elim. Copa do Mundo 2022          |
| 36. | 5 de setembro de 2021  | Mercedes-Benz Arena, Berlim            | 6–0       | Armênia            | 0      | 0       | Elim. Copa do Mundo 2022          |
| 37. | 8 de setembro de 2021  | Laugardalsvöllur, Reiquiavique         | 4–0       | Islândia           | 1      | 1       | Elim. Copa do Mundo 2022          |
| 38. | 8 de outubro de 2021   | Volksparkstadion, Hamburgo             | 2–1       | Romênia            | 0      | 0       | Elim. Copa do Mundo 2022          |
| 39. | 11 de novembro de 2021 | Volkswagen Arena, Wolfsburg            | 9–0       | Liechtenstein      | 2      | 0       | Elim. Copa do Mundo 2022          |
| 40. | 14 de novembro de 2021 | Estádio Republicano, Erevã             | 4–1       | Armênia            | 0      | 0       | Elim. Copa do Mundo 2022          |
| 41. | 26 de março de 2022    | Rhein-Neckar-Arena, Sinsheim           | 2–0       | Israel             | 0      | 0       | Elim. Copa do Mundo 2022          |
| 42. | 29 de março de 2022    | Johan Cruijff Arena, Amesterdão        | 1–1       | Países Baixos      | 0      | 0       | Elim. Copa do Mundo 2022          |
| 43. | 4 de junho de 2022     | Estádio Renato Dall'Ara, Bolonha       | 1–1       | Itália             | 0      | 0       | Liga das Nações da UEFA A 2022–23 |
| 44. | 7 de junho de 2022     | Allianz Arena, Munique                 | 1–1       | Inglaterra         | 0      | 0       | Liga das Nações da UEFA A 2022–23 |
| 45. | 14 de junho de 2022    | Borussia-Park, Mönchengladbach         | 5–2       | Itália             | 0      | 0       | Liga das Nações da UEFA A 2022–23 |
| 46. | 23 de setembro de 2022 | Red Bull Arena, Leipzig                | 0–1       | Hungria            | 0      | 0       | Liga das Nações da UEFA A 2022–23 |
| 47. | 26 de setembro de 2022 | Estádio de Wembley, Londres            | 3–3       | Inglaterra         | 0      | 0       | Liga das Nações da UEFA A 2022–23 |
| 48. | 16 de novembro de 2022 | Sultan Qaboos Sports Complex, Mascate  | 1–0       | Omã                | 0      | 0       | Amistoso                          |
| 49. | 27 de novembro de 2022 | Estádio Al Bayt, Al Khor               | 1–1       | Espanha            | 0      | 0       | Copa do Mundo de 2022             |
| 50. | 1 de dezembro de 2022  | Estádio Al Bayt, Al Khor               | 4–2       | Costa Rica         | 0      | 1       | Copa do Mundo de 2022             |
| 51. | 12 de junho de 2023    | Weserstadion, Bremen                   | 3–3       | Ucrânia            | 0      | 0       | Amistoso                          |
| 52. | 16 de junho de 2023    | Estádio Nacional de Varsóvia, Varsóvia | 0–1       | Polónia            | 0      | 0       | Amistoso                          |
| 53. | 20 de junho de 2023    | Veltins-Arena, Gelsenkirchen           | 0–2       | Colômbia           | 0      | 0       | Amistoso                          |

## Títulos
Manchester City
- Campeonato Inglês: 2017–18, 2018–19
- Copa da Liga Inglesa: 2017–18, 2018–19
- Supercopa da Inglaterra: 2018, 2019
- Copa da Inglaterra: 2018–19

Bayern de Munique
- Supercopa da UEFA: 2020
- Copa do Mundo de Clubes da FIFA: 2020
- Campeonato Alemão: 2020–21, 2021–22, 2022–23, 2024–25[9]
- Supercopa da Alemanha: 2021, 2022

### Prêmios individuais
- 50 jovens promessas do futebol mundial de 2016.
- Jogador do mês da Premier League de 2017–18: Outubro de 2017.
- Jogador Jovem do Ano PFA da Premier League: 2017–18